# Gert Blomé
Gert Arne Blomé (* 28. August 1934 in Gävle; † 27. Januar 2021  in Göteborg) war ein schwedischer Eishockeyspieler.

## Karriere
Gert Blomé begann seine Karriere als Eishockeyspieler in seiner Heimatstadt beim Gävle Godtemplares IK, für dessen Profimannschaft er von 1956 bis 1961 in der Division 1, der damals höchsten schwedischen Spielklasse, aktiv war. Mit dem Gävle GIK gewann er 1957 den nationalen Meistertitel. Von 1961 bis zu seinem Karriereende 1972 spielte er für den Västra Frölunda IF, mit dem er 1965 ebenfalls Schwedischer Meister wurde. Am Meistertitel mit Västra Frölunda hatte Blomé maßgeblichen Anteil und erhielt den Guldpucken als Spieler des Jahres in Schweden.

### International
Für Schweden nahm Blomé an den Olympischen Winterspielen 1960 in Squaw Valley und 1964 in Innsbruck teil. Bei den Winterspielen 1964 gewann er mit seiner Mannschaft die Silbermedaille. Zudem stand er im Aufgebot seines Landes bei den Weltmeisterschaften 1958, 1962, 1963, 1965 und 1967. Bei den Weltmeisterschaften 1958 und 1965 gewann er mit seiner Mannschaft jeweils die Bronze-, bei den Weltmeisterschaften 1963 und 1967 die Silbermedaille. Bei der WM 1962 gewann Blomé mit Schweden die Goldmedaille. Als bestes europäisches Team wurde die Mannschaft zudem Europameister.

## Erfolge und Auszeichnungen
| - 1957 Schwedischer Meister mit dem Gävle Godtemplares IK - 1961 Schwedisches All-Star Team - 1962 Schwedisches All-Star Team - 1965 Schwedischer Meister mit Västra Frölunda IF | - 1965 Guldpucken - 1965 Schwedisches All-Star Team - 1967 Schwedisches All-Star Team |

### International
| - 1958 Bronzemedaille bei der Weltmeisterschaft - 1962 Goldmedaille bei der Weltmeisterschaft - 1963 Silbermedaille bei der Weltmeisterschaft | - 1964 Silbermedaille bei den Olympischen Winterspielen - 1965 Bronzemedaille bei der Weltmeisterschaft - 1967 Silbermedaille bei der Weltmeisterschaft |